# Émile Picard
Charles Émile Picard (Parigi, 24 luglio 1856 – Parigi, 11 dicembre 1941) è stato un matematico e accademico francese.

## Biografia
Malgrado la morte del padre, dirigente di una fabbrica di seta, durante l'assedio di Parigi nel 1870, poté studiare al liceo Napoleone (l'attuale liceo Enrico IV). Giunto secondo al concorso per entrare all'École polytechnique e primo in quello per l'École normale supérieure, optò per quest'ultima e vi s'iscrisse nel 1877. Assistente prima a Parigi e poi a Tolosa, divenne dottore di ricerca nel 1881. Nello stesso anno, sposò Marie, figlia del suo collega Charles Hermite. Tre dei loro cinque figli morirono durante la prima guerra mondiale.

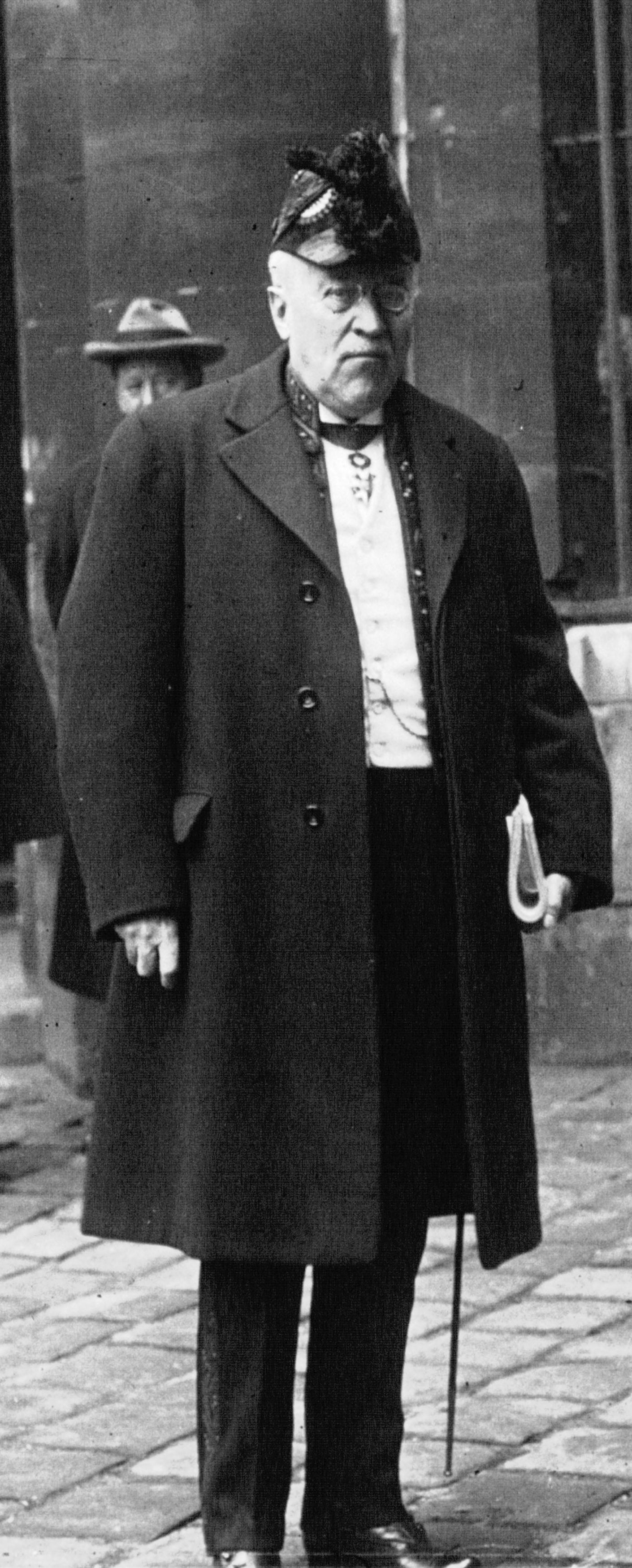
Émile Picard in abito accademico davanti all'Académie française, 1926

Émile Picard si fece rapidamente un nome nel mondo dei matematici, dimostrando un teorema difficile basato sulla singolarità delle funzioni olomorfe, completato in seguito da Gaston Julia. Questo lavoro gli valse una prima candidatura per divenire membro dell'Académie des sciences, elezione posticipata al 1889 a causa della sua giovane età.
Nel 1885 divenne professore alla facoltà di scienze dell'Università di Parigi, occupando la cattedra di calcolo differenziale in sostituzione di Joseph-Alfred Serret, insegnò poi Analisi matematica e Algebra. Fu docente anche all'École centrale des Arts et Manufactures, dal 1894 al 1937, insegnando Meccanica a più di diecimila futuri ingegneri.
Sua figlia Louise sposò il fisico Louis Dunoyer.

## Attività scientifica
I lavori innovativi di Émile Picard aprirono la via a nuove ricerche. Egli fu il primo a utilizzare il teorema di punto fisso di Banach con un metodo di approssimazioni successive per la soluzione di equazioni differenziali o di equazioni alle derivate parziali. Gli si devono anche degli studi di geometria algebrica e delle ricerche applicate sull'elasticità e sul calore. Fu uno dei primi difensori delle teorie di Einstein. Il suo Traité d'analyse ha costituito a lungo un punto di riferimento, ma Picard fu pure filosofo e storico della scienza.

## Premi
Presidente del Congresso Internazionale dei Matematici e Gran Croce della Legion d'onore, fu nominato segretario perpetuo dell'Académie des sciences nel 1917 e ottenne la medaglia d'oro Mittag-Leffler nel 1937.
Fu eletto all'Académie française il 27 novembre 1924 al seggio 1, succedendo a Charles de Freycinet (morto il 14 maggio 1923); la sua accoglienza ufficiale ebbe luogo l'11 febbraio 1926.
Quasi tre anni dopo la sua scomparsa, fu sostituito il 12 ottobre 1944 da Louis de Broglie.

## Opere matematiche
- Traité d'analyse (3 vol.), Éditions Jacques Gabay, Sceaux, 1991 (t. 1, t. 2, t. 3)
- Théorie des fonctions algébriques de deux variables indépendantes (con Georges Simart). Ristampa corretta in un unico volume dell'edizione in due volumi del 1897 e del 1906, Chelsea Publishing Co., Bronx, N.Y., 1971. t. 1-2
- Leçons sur quelques équations fonctionnelles avec des applications à divers problèmes d'analyse et de physique mathématique, Gauthier-Villars, Paris, 1950
- Leçons sur quelques types simples d'équations aux dérivées partielles avec des applications à la physique mathématique, Gauthier-Villars, Paris, 1950